# Bagre pinnimaculatus
Bagre pinnimaculatus е вид лъчеперка от семейство Ariidae. Видът не е застрашен от изчезване.

## Разпространение и местообитание
Разпространен е в Гватемала, Еквадор, Колумбия, Коста Рика, Мексико, Никарагуа, Панама, Перу, Салвадор и Хондурас.
Среща се на дълбочина от 1 до 274 m, при температура на водата около 7,9 °C и соленост 34,2 ‰.

## Описание
На дължина достигат до 95 cm.